# Thraciidae
De Thraciidae of papierschelpen is een familie van tweekleppigen uit de orde Anomalodesmata. 

## Kenmerken
Het zijn zeer dunschalige schelpen die aan de voorzijde afgerond zijn en aan de achterzijde min of meer afgeknot. De shelpen zijn ongelijkkleppig: de rechterklep is groter dan de linkerklep en omvat deze. Het schelpoppervlak is fijn gekorreld of met concentrische groeven en ribben. Het slot heeft een kleine, driehoekige chondrofoor, maar slottanden ontbreken. De ligamentdrager wordt door een hoekige inkeping begrensd. Het voorste spierindruksel is duidelijker dan het achterste. De mantellijn vertoont een diepe bocht.

## Verspreiding en leefgebied
De soorten uit deze familie komen voornamelijk voor in gematigde tot koude zeegebieden: Atlantische Oceaan, Grote Oceaan. De dieren leven in het sublitoraal en dieper, ingegraven in fijn tot middelgrof zand.

## Geslachten
- Asthenothaerus Carpenter, 1864
- Barythaerus Marshall, 2002
- Bushia Dall, 1886
- Cyathodonta Conrad, 1849
- Lampeia MacGinitie, 1959
- Parvithracia Finlay, 1926
- Pelopina M. Huber, 2010
- Phragmorisma Tate, 1894
- Pseudocyathodonta Coan, 1990
- Skoglundia Coan, 1990
- Thracia Blainville, 1824
- Thracidentula Garrard, 1961
- Thracidora Iredale, 1924
- Thraciopsis Tate & May, 1900
- Trigonothracia Yamamoto & Habe, 1959

In de Europese zeeën worden de volgende soorten vermeld:
- Thracia convexa (Wood, 1815) - Bolle papierschelp
- Thracia distorta (Montagu)
- Thracia papyracea (Poli, 1791) - Gewone papierschelp
- Thracia phaseolina (Lamarck)
- Thracia pubescens (Montagu)
- Thracia villosiuscula (Macgillivray, 1827) - Grove papierschelp